# 이대헌 (축구 선수)
이대헌(1993년 11월 17일 ~ )은 대한민국의 축구 선수이다. 포지션은 미드필더, 공격수이다.